# اندرو نلسون (بازیکن فوتبال)
اندرو نلسون (انگلیسی: Andrew Nelson؛ زادهٔ ۱۶ سپتامبر ۱۹۹۷) بازیکن فوتبال اهل بریتانیا است.
از باشگاه‌هایی که در آن بازی کرده‌است می‌توان به باشگاه فوتبال فالکیرک اشاره کرد.